# يان كينيدي مارتن
يان كينيدي مارتن (بالإنجليزية: Ian Kennedy Martin)‏ هو كاتب سيناريو بريطاني، ولد في 23 مايو 1936 في لندن في المملكة المتحدة.

## وصلات خارجية
- يان كينيدي مارتن على موقع IMDb (الإنجليزية)
- يان كينيدي مارتن على موقع ألو سيني (الفرنسية)
- يان كينيدي مارتن على موقع أول موفي (الإنجليزية)
- يان كينيدي مارتن على موقع قاعدة بيانات الأفلام السويدية (السويدية)
- يان كينيدي مارتن على موقع قاعدة بيانات الفيلم (الإنجليزية)
- يان كينيدي مارتن على موقع كينوبويسك (الروسية)